# RedstoneWorld

RedstoneWorld ist ein deutschsprachiger Minecraft-Server, welcher sich auf Redstone-Techniken spezialisiert hat.